# Jüngere Horde

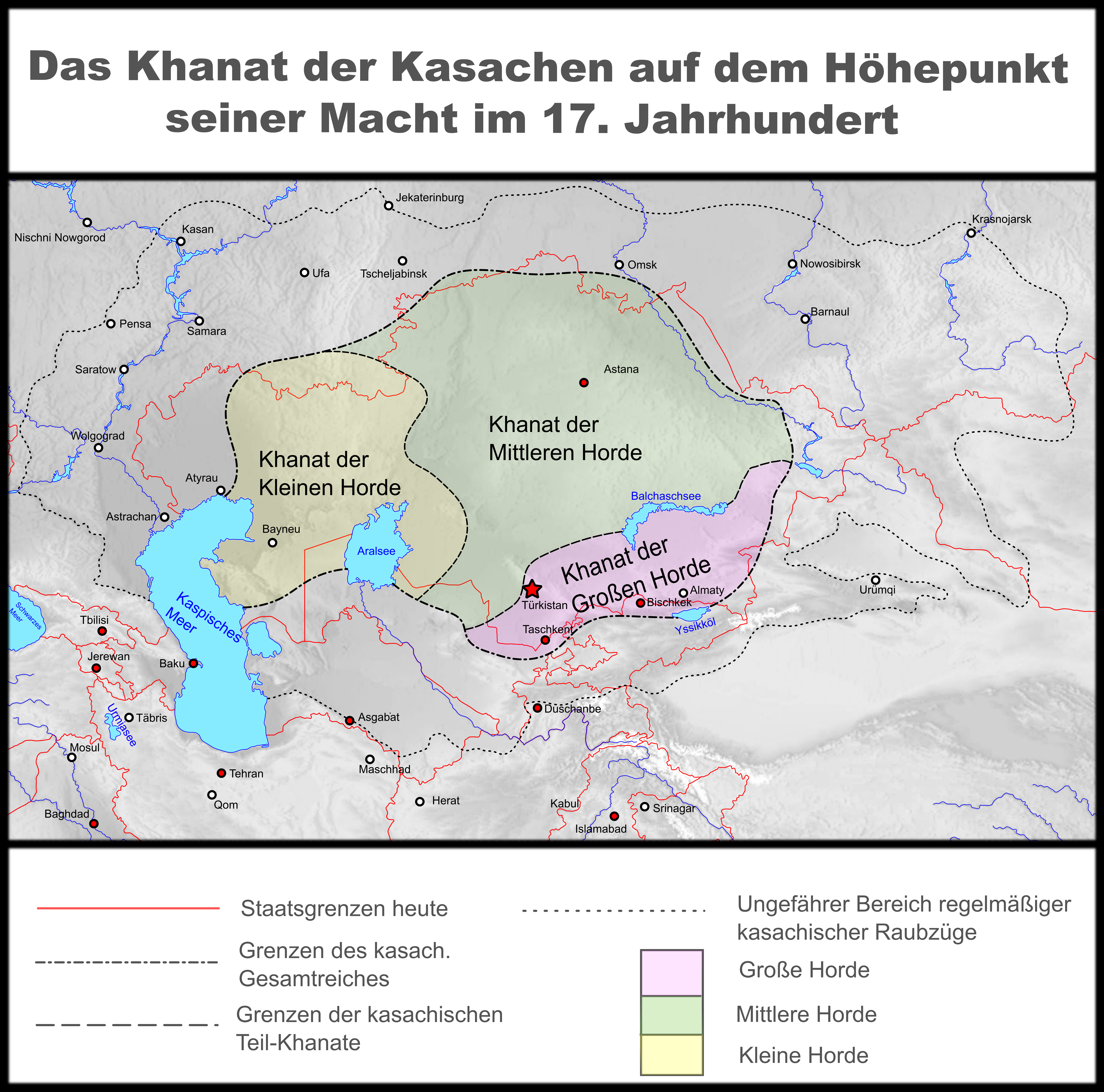
Das kasachische Khanat mit dem Gebiet
der Kleinen Horde
der Mittleren Horde
der Großen Horde

Jüngere Horde (kasach. Кіші жүз/Kişi jüz „jüngere Schüs“)  war die Bezeichnung einer kasachischen Stammesföderation des 16. Jahrhunderts. Manchmal wird sie auch „Kleine Horde“ genannt.
Vom Zarentum Russland ausgehend nannten auch die übrigen Europäer die Jüngere Horde im 18. und 19. Jahrhundert fälschlich Jüngere Kirgisen-Horde. Das kam zustande, da das damalige Russland die Kasachen von den slawischen Kosaken (russ. Казак/kazak) unterscheiden wollte. So bezeichneten sie die Kasachen  anfänglich als „Kasak-Kirgisen“. Zwischen 1917 und 1920 gehörte das Gebiet der Jüngeren Horde zum kasachischen Alasch-Orda-Staat.

## Umfang und Stammesstruktur
Wie alle zentralasiatischen Nomadenreiche verfügte auch die Jüngere Horde über keine festen und klar definierten Grenzen. Im Wesentlichen umfasste die Jüngere Horde den Nordwesten und Westen Kasachstans. Ihre Angehörenden wurden aus nomadisierenden Stämmen gebildet. So gehörten beispielsweise die  Clans der Alim-Üly, Bay-Üly und Zhety-Ru zur Kleinen Horde. Mitunter wird der Jüngeren Horde fälschlicherweise die Anfang des 19. Jahrhunderts entstandene Bökey-Horde zugerechnet, die sich westlich von ihr, auf dem Territorium der einstigen Nogaier-Horde, befand.

## Geschichte
1509 begründete der Dschingiskhanide Qasym Khan das eigenständige Kasachen-Khanat. Nach dessen Tod wurden ab 1518 auf dem Territorium des Khanates drei Apanagen (Teilherrschaften) errichtet, aus denen neben der Mittleren und der Älteren Horde auch die Jüngere Horde entstand.
Als im 18. Jahrhundert die kriegerischen Auseinandersetzungen mit den westmongolischen Dschungaren begannen, erfolgte etwa gleichzeitig auch der Vorstoß des russischen Kaiserreiches nach Zentralasien. So erschlossen Kosakenverbände im Auftrag des Zaren die nördlichen Steppengebiete und es kam zu den ersten blutigen Zusammenstöße zwischen den slawischen Neusiedlern und den kasachischen Nomaden.
1731 unterstellte sich der Khan der Jüngeren Horde, Abu'l-Hayr, freiwillig dem Russischen Reich und wurde ein Vasall des Zaren. Durch die Unterstellung der Horde unter den Zaren erhoffte sich der Fürst, dass ihn Russland im Kampf gegen die Dschungaren unterstützen würde. Dennoch blieb das Verhältnis der Jüngeren Horde zum Zaren gespalten. Ein Eingreifen der russischen Verbände wurde jedoch nicht nötig, da die benachbarte Qing-Dynastie das Dschungarenreich blutig zerschlug. 1812 wurde westlich von der Jüngeren Horde die mit dem Zaren verbündete Bökey-Horde begründet. Deren Fürst Bökey wurde als zweiter Herrscher der Jüngeren Horde eingesetzt. 1824 wurde die Jüngere Horde aufgelöst und einer russischen Direktverwaltung unterstellt.

## Fürstenliste
- Üziak Khan (ein Sohn Janibegs, reg. 1526–1535/7)
- Boliakai Kuyan um 1550
- Aichuvak um 1580
- Irish um 1650
- Adiya bzw. Aitiak um 1680
- Abulhair Khan (1717/28–1748)
  - Nürali Khan (1748–1786; nördliches Teil-Khanat, † 1790)
  - Sirim Batyr Khan (1748/90; südliches Teil-Khanat, † circa 1802)
- Yesim Khan II. (1790/91)
- Yeraly Khan (1791–1794)
- Yesim Khan III. (1796/97)
- Aishuak Khan (1797–1803, abgedankt)
  - Chantore Khan (1803–1809; nördliches Teil-Khanat)
  - Karatai Khan (1806–1816; südliches Teil-Khanat)
- Sergazi Khan I.(1812–1824, abgesetzt)
  - Aryngazi Khan (1816–1821, † 1833)
  - Golamen Tilenshi 1822–1824